# Titanoeca veteranica
Espèce
Titanoeca veteranica est une espèce d'araignées aranéomorphes de la famille des Titanoecidae.

## Distribution
Cette espèce se rencontre de l'Europe de l'Est à l'Asie centrale.

## Description
Le mâle mesure 4 mm et les femelles de 4 à 5 mm

## Publication originale
- Herman, 1879 : Magyarország pók-faunája. Budapest, vol. 3, p. 1-394.